# Lumansonesque
Der Lumansonesque ist ein kleiner Fluss im Süden von Frankreich, der im Département Aveyron der Region Okzitanien nördlich der Stadt Millau verläuft.

## Geografie

### Verlauf

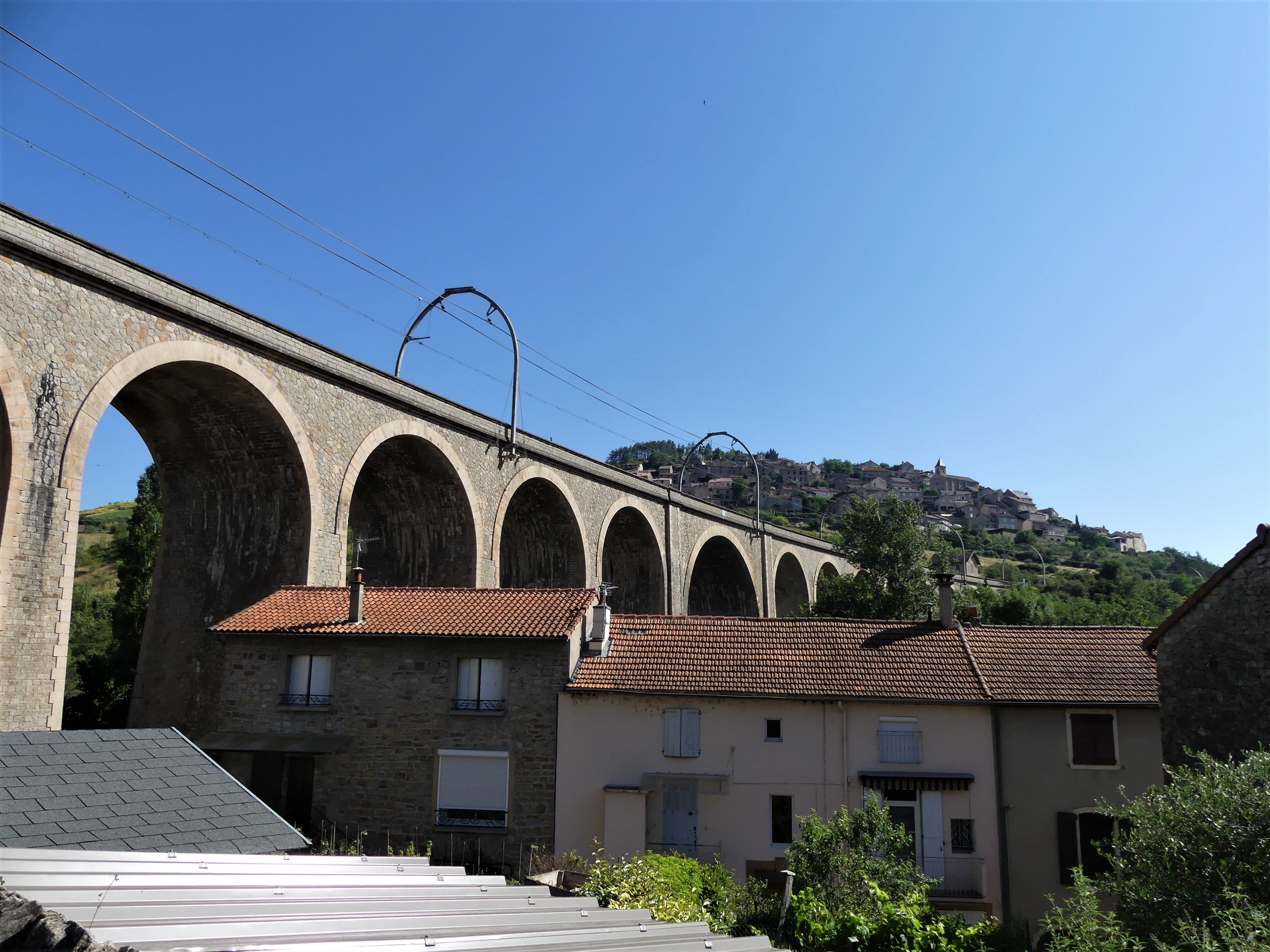
Eisenbahnviadukt über den Lumansonesque bei Aguessac

Der Lumansonesque entspringt im nördlichen Gemeindegebiet von Verrières, entwässert nach einem Bogen über West generell Richtung Südsüdost durch den Regionalen Naturpark Grands Causses und mündet nach rund 16 Kilometern im Gemeindegebiet von Aguessac als rechter Nebenfluss in den Tarn. Im Mittelteil quert der Lumansonesque die Autobahn A75 und im Mündungsabschnitt die Bahnstrecke Béziers–Neussargues, die das Tal mit einem imposanten Viadukt überspannt.

### Orte am Fluss
(Reihenfolge in Fließrichtung)
- Molières, Gemeinde Verrières
- Coursac, Gemeinde Sévérac d’Aveyron
- Altecassagne, Gemeinde Saint-Léons
- Verrières
- Compeyre
- Aguessac